# Kailahun
Kailahun er en by i det østlige Sierra Leone, beliggende på grænsen til nabolandet Guinea. Byen har et indbyggertal (pr. 2004) på cirka 13.000, og er hovedstad i et distrikt af samme navn.